# CUBIC
CUBIC (zkratka z anglického clear, unobstructed brain imaging cocktails and computational analysis) je histologická metoda, která umožňuje zprůhlednění objemných vzorků tkáně. Ty pak mohou být analyzovány s využitím fluorescenční mikroskopie mnohem rychleji a snáze, než pomocí klasických histologických metod.
Metoda byla publikovaná v roce 2014, primárně pro zobrazování mozků modelových organismů používaných v neurobiologii (hlodavci, malí primáti). V následujících letech byla zopakovaná dalšími laboratořemi a použitá na různé tipy tkání jako lymfatickou uzlinu, mléčnou žlázu či lidskou nádorovou tkáň. CUBIC také lze kombinovat s dalšími metodami pro zprůhledňování tkáni.

## Chemie a provedení metody
Neprůhlednost nervové tkáně je daná zejména rozptylem světla na rozhraních mezi prostředími s různými indexy lomu, v tomto případě zejména mezi lipidy, proteiny a vodou. Zprůhlednění vzorků je založené zejména na delipidaci tkáně, a následném ponoření do média s obdobným indexem lomu jako má vzorek.
Vývoj metodiky byl inspirován již dříve publikovaným protokolem pro zprůhlednění mozkové tkáně nazvaný Scale (směs glycerolu, močoviny a detergentu), který je velmi jednoduchý a skvěle zachovává fluorescenci. Autoři CUBIC provedli testování 40 chemikálií, obdobných těm používaným ve Scale, s cílem nalézt takové které budou stejně dobře zachovávat fluorescenci ale přitom budou ještě lépe zprůhledňovat tkáně. Zjistili že pro tento účel jsou ideální bazické aminoalkoholy, které díky aminoskupině dobře solvatují lipidy a jejichž bazicita napomáhá zachovat fluorescenci. Aminoalkoholy mají navíc schopnost zbavovat tkáň hemu, díky tomu se CUBIC hodí i pro projasňování tkání, které jsou neprůhledné kvůli množství světla absorbovaného krevním barvivem.
Původní protokol se skládá z dvoufázové inkubace fixované tkáně ve dvou roztocích zajišťujících zprůhlednění (v originále "clearing solutions"). První roztok nazývaný ScaleCUBIC-1, CUBIC-1 či pouze reagencie-1, je složen z  N,N,N’,N’-tetrakis(2-hydroxypropyl)ethylenediaminu (komerčně prodávaného pod názvem Quadrol), močoviny a Tritonu X-100 (detergent) ve vodě. Druhý roztok s názvem ScaleCUBIC-2, CUBIC-2 či reagencie-2 je vodným roztokem močoviny a sacharózy. Originální protokol může být pro aplikace na různé tkáně částečně modifikován, zejména v koncentracích jednotlivých reagencií, inkubačních dobách či v samotném složení jednotlivých roztoků. Při použití perfuze může být CUBIC protokol využit i ke zprůhlednění celých orgánů či těl hlodavců. Kromě toho mohou být roztoky používané pro CUBIC využity i jako médium sloužící ke sjednocení indexu lomu (v originále "refractive index matching solution") pro vzorky, které jsou zprůhledněné pomocí CLARITY ale kvůli obsahu většího množství hemoglobinu zůstávají částečně neprůhledné.

## Aplikace metody
Velkou výhodou CUBIC metodiky je její univerzálnost v použití na různé druhy tkání, díky schopnosti aminoalkoholů zprůhlednit téměř jakékoliv orgány či celé tělo myši.  Výhodou je také to, že používané roztoky nejsou toxické, ani nehrozí poškození mikroskopu v případě, že přijde do kontaktu se vzorkem či některým s roztoků (jak je tomu u metod založených na 3DISCO). Na druhou stranu jsou roztoku pro CUBIC viskózní a relativně špatně se s nimi manipuluje. Nevýhodou je nekompatibilita s lipofilními barvivy vzhledem k vysoké koncentraci detergentů a v porovnání se zmíněnými metodami navazujícími na 3DISCO stále o něco delší čas nutný ke zprůhlednění vzorků. Vysoká koncentrace detergentů také může mít negativní vliv na fluorescenci a strukturu tkáně.
CUBIC protokol byl optimalizován a použit pro širokou škálu aplikací a tkání. V myším modelu byl využit pro  analýzu interakcí mezi imunitními buňkami v lymfatické uzlině, popis chování kmenových buněk či pro rekonstrukci 3D anatomie jater, ledvin, plic či srdce. Další modifikace CUBIC metodiky byly využity na poli nádorové biologie pro mapování rozvoje metastáz či pro zpracování biopsií z pacientů s nádorovým onemocněním jak z nativní tkáně, tak z formalinem fixovaných a v parafinu uložených vzorků.